# معماری صخره‌ای تمین
معماری صخره‌ای تمین مربوط به دوران‌های تاریخی پس از اسلام است و در شهرستان زاهدان، روستای تمین واقع شده و این اثر در تاریخ ۱۰ مهر ۱۳۸۰ با شمارهٔ ثبت ۳۹۴۴ به‌عنوان یکی از آثار ملی ایران به ثبت رسیده است.